# Anti-Saloon League
Anti-Saloon League of America, ursprungligen National Anti-Saloon League tillkom i Washington D. C. 1895. Liknande nykterhetssammanslutningar för mindre områden hade förekommit sedan 1874, speciellt i Ohio. Organisationens huvudsyfte var nykterhetspropagande, slutligen utmynnande i ett krav på totalförbud. Sträng neutralitet skulle upprätthållas i frågor, som inte direkt berörde konsumtion av och handel med spritdrycker. 

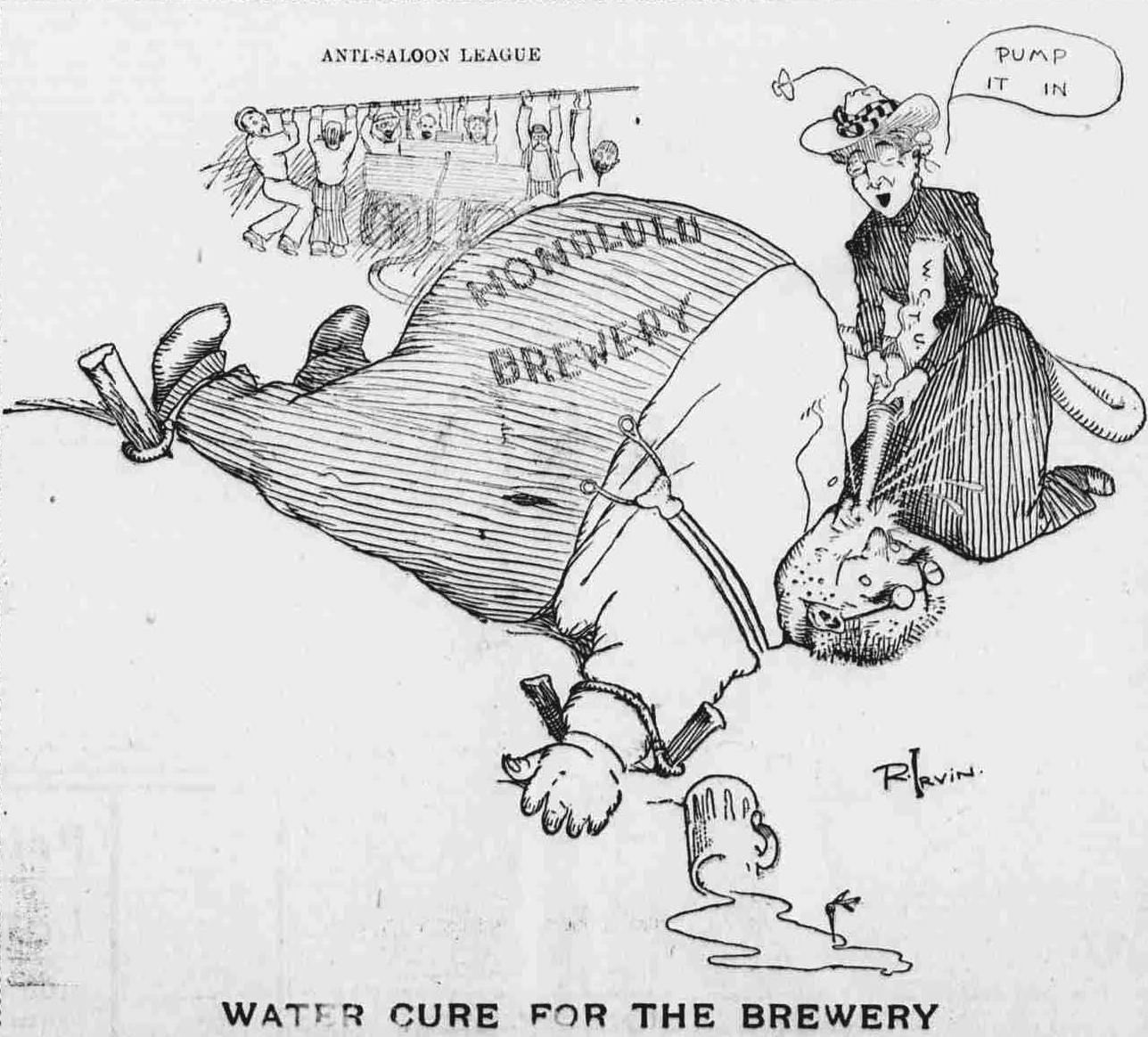
Denna illustration från 1902 från tiningen Hawaiian Gazette illustrerar humoristiskt Anti-Saloon League och Women's Christian Temperance Unions kampanj mot producenter och säljare av öl på Hawaii.

Ligans agitation hade stor del i tillkomsten av 18:e tillägget till författningen (1919), som medförde totalt rysdrycksförbud och upphävdes med 21:a tillägget (1933). Därefter har Anti-Saloon League of America förlorat mycket terräng, men fortsatte sin propaganda men mer inriktat på uppnående av s. k. lokalt veto.
Från 1948 till 1950 kallades organisationen Temperance League, från 1950 till 1964 National Temperance League, från 1964 The American Council on Alcohol Problems. Idag fortsätter organisationen mot sitt ursprungliga mål. Ett museum om ligan finns på Westerville Public Library.